# Ребека Хол
Ребека Хол (енгл. Rebecca Hall; рођена 3. маја 1982. у Лондону) енглеска је глумица.
Након филмског дебија у британској комедији Почетно питање из 2006, Холова је играла значајне споредне улоге у успешним филмовима признатих холивудских редитеља, као што су Престиж Кристофера Нолана, Фрост/Никсон Рона Хауарда, Љубав у Барселони Вудија Алена и Град лопова Бена Афлека. Улога у филму Љубав у Барселони донела јој не номинацију за Златни глобус у категорији Најбоља главна женска улога у у играном филму (мјузикл или комедија).
Почетком 2010-их Холова је наступила у неколико филмова независне продукције, међу којима се истичу Лепота давања, Тотална распродаја и Буђење, који је је донео номинацију за Британску независну филмску награду за најбољу глумицу у главној улози. Године 2013. наступила је у блокбастеру Ајронмен 3 и играла је главне улоге у трилеру Затворени круг и љубавној драми Обећање. Наредне године појавила се уз Џонија Депа у научнофантастичном филму Виртуелна свест који је доживео дебакл код критичара и на биоскопским благајнама.
Значајне улоге на телевизији остварила је у серији Крај параде и ТВ филму Црвени Ридинг: Година 1974. за који је освојила награду БАФТА за најбољу споредну женску улогу на телевизији.

## Филмографија
| Улоге на филму      |                                 |               |                          |                                                                                             |
| Година              | Српски назив                    | Изворни назив | Улога                    | Напомена                                                                                    |
| 2006.               | Почетно питање                  |               | Ребека Епстајн           |                                                                                             |
| 2006.               | Престиж                         |               | Сара Борден              | номинација - Награда Емпајер за најбољег новајлију                                          |
| 2008.               | Љубав у Барселони               |               | Вики                     | номинација - Златни глобус за најбољу главну глумицу у играном филму (мјузикл или комедија) |
| 2008.               | Фрост/Никсон                    |               | Керолајн Кушинг          | номинација - Награда Удружења филмских глумаца за најбољу филмску поставу                   |
| 2008.               | Званична селекција              |               | Емили Дикинсон           | Кратки филм                                                                                 |
| 2009.               | Доријан Греј                    |               | Емили Вотон              |                                                                                             |
| 2010.               | Лепота давања                   |               | Ребека                   |                                                                                             |
| 2010.               | Град лопова                     |               | Клер Киси                | номинација - Награда Удружења телевизијских филмских критичара за најбољу филмску поставу   |
| 2010.               | Врећа са чекићима               |               | Мел                      |                                                                                             |
| 2010.               | Тотална распродаја              |               | Саманта                  |                                                                                             |
| 2011.               | Буђење                          |               | Флоренс Кеткарт          | номинација - Британска независна филмска награда за најбољу глумицу у главној улози         |
| 2012.               | Уложи на фаворита               |               | Бет Рејмер               |                                                                                             |
| 2013.               | Ајронмен 3                      |               | Маја Хансен              |                                                                                             |
| 2013.               | Затворени круг                  |               | Клаудија Симонс-Хау      |                                                                                             |
| 2013.               | Обећање                         |               | Шарлот Хофмајстер        |                                                                                             |
| 2014.               | Виртуелна свест                 |               | Евелин Кастер            |                                                                                             |
| 2015.               | Истрошеност                     |               | Хана                     |                                                                                             |
| 2015.               | Поклон                          |               | Робин                    |                                                                                             |
| 2016.               | Кристин                         |               | Кристин Чабак            |                                                                                             |
| 2016.               | ВДЏ — Велики доброћудни џин     |               | Мери                     |                                                                                             |
| 2017.               | Вечера                          |               | Барбара Ломан            |                                                                                             |
| 2017.               | Дозвола                         |               | Ана                      |                                                                                             |
| 2017.               | Професор Марстон и чудесне жене |               | Елизабет Халовеј Марстон |                                                                                             |
| 2018.               | Холмс и Витсон                  |               | др Грејс Харт            |                                                                                             |
| 2019.               | Кишни дан у Њујорку             |               | Кони                     |                                                                                             |
| 2020.               | Кућа ноћних мора                |               | Бет Парчин               |                                                                                             |
| 2021.               | Годзила против Конга            |               | Ајлин Ендруз             |                                                                                             |
| Улоге на телевизији |                                 |               |                          |                                                                                             |
| 1992.               | Травњак од камилица             |               | млада Софи               |                                                                                             |
| 1993.               | Свет зеца Питера и пријатеља    |               | Луси                     |                                                                                             |
| 1993.               | Не остављај ме на овај начин    |               | Лизи Нил                 |                                                                                             |
| 2006.               | Велико Саргашко море            |               | Антонета Козвеј          |                                                                                             |
| 2007.               | Гумено срце                     |               | Меги                     |                                                                                             |
| 2007.               | Џоова палата                    |               | Тина                     |                                                                                             |
| 2008.               | Ајнштајн и Едингтон             |               | Винифред Едингтон        |                                                                                             |
| 2009.               | Црвени Ридинг: Година 1974.     | 1974          | Пола Гарланд             |                                                                                             |
| 2012.               | Крај параде                     |               | Силвија Тиџенс           |                                                                                             |
| 2015.               | Правила понашња                 |               | Ребека Ротменсен         |                                                                                             |
| 2016.               | Хорас и Пит                     |               | Рејчел                   |                                                                                             |